# Пасть Дракона
Хамжонг (Пасть Дракона; вьет. Hàm Rồng, англ. Dragon's Jaw) — железнодорожный мост через реку Сонгма в районе города Тханьхоа во Вьетнаме. Получил международную известность во время Вьетнамской войны.

## История
Мост был построен французской колониальной администрацией в 1904 году, когда Индокитай являлся колонией Франции. В 1945 году партизаны Вьетминя подорвали его. После разделения Вьетнама на две временные зоны Женевскими соглашениями 1954 года мост оказался на территории Демократической Республики Вьетнам и был восстановлен в 1957—1961 гг. На его открытии присутствовал Хо Ши Мин. Мост имел длину примерно 165 м, ширину 17 м, располагался над рекой на высоте примерно 15 м.
Мост имел стратегическое значение для транспортной системы ДРВ, находясь на главной дороге страны с севера на юг.

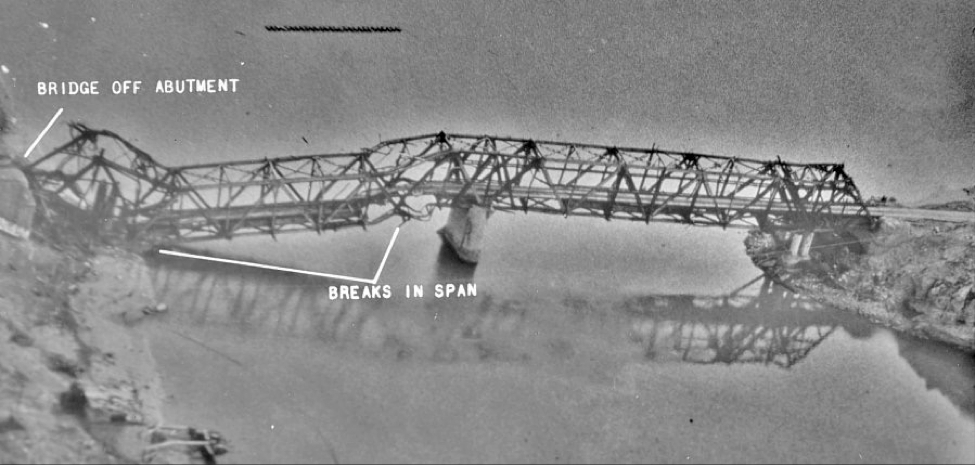
Хамжонг после поражения авиабомбами

С началом американских бомбардировок ДРВ мост подвергался постоянным авианалётам. Первые удары по мосту Тханьхоа были нанесены 3-4 апреля 1965 года и закончились неудачей и потерей 31 самолёта. В дальнейшем авиация США периодически совершала массированные налёты на мост, однако не могла нанести ему достаточные повреждения для вывода из строя.
После возобновления широкомасштабных бомбардировок ДРВ весной 1972 года ВВС США применили против моста недавно принятые на вооружение бомбы с лазерным наведением:
- 27 апреля 1972 года в авианалёте участвовали 12 самолётов F-4 «Phantom», восемь из которых использовали бомбы с лазерным наведением;
- 13 мая 1972 года был проведён повторный авианалёт, в котором участвовали 14 самолётов F-4 «Phantom»

В результате мост был разрушен и выведен из строя.
6 октября 1972 года был совершён ещё один авианалёт, в котором участвовали четыре штурмовика A-7 с авианосца «Америка»; после налёта мост получил дополнительные повреждения, был признан уничтоженным и исключен из списка целей американской авиации.
Уничтожение моста «Пасть Дракона» считается одним из первых случаев успешного применения высокоточных авиационных бомб с лазерным наведением. По официальным данным ДРВ, в ходе защиты моста было сбито значительное количество самолётов США.
По официальным данным США, всего против моста было совершено 873 самолётовылетов, в которых потеряно 11 самолётов.
После окончания войны мост был восстановлен и введён в эксплуатацию.

## Мост в литературе и искусстве
Мост получил название «Пасть Дракона» и стал известен в ряде стран мира (в том числе в СССР) как символ сопротивления Северного Вьетнама американской агрессии.
Мост и его защита упоминаются в ряде литературно-художественных произведений:
- стихотворение «Cái cầu» (автор — вьетнамский поэт Фам Тьен Зуат[вьет.])